# Back on Track
Back On Track är en EP av den svenska gruppen Overload. Det spelades in 1994-1995 och det släpptes så sent som 2006. Albumet producerades av Overload och Bror Törnell.

## Låtlista
1. Eyes Of Lies
2. Dying Dawn
3. Doors Of Condemntion
4. Headquake
5. Mental Disorder
6. Drowning
7. Age Of Loneliness
8. Madhouse Live (Anthrax)